# 무슬림의 인도 아대륙 정복
무슬림의 인도 아대륙 정복은 13세기부터 18세기까지 인도 아대륙과 그 일대에서 무슬림들에 의해 일어난 일련의 정복활동을 일컫는 말로서, 그 결과 '인도-무슬림 시대'가 열렸다. 아대륙에서의 초기의 이슬람 정복은 북서 아대륙(오늘날의 파키스탄)에서 시작된 침략, 특히 8세기 동안의 우마이야 원정을 포함한다. 명목상이지만 바그다드의 아바스 칼리파 종주권 아래 있었던 가즈나 제국의 술탄 마흐무드는 11세기 동안 펀자브와 구자라트의 광대한 부분을 침공했다. 라호르의 점령으로 가즈나 왕조가 멸망한 후, 고르 제국의 통치자 무함마드 고리는 1192년 인도에서 이슬람 통치의 기초를 닦았다. 1202년 무슬림 장군 무함마드 바흐티야르 할지는 벵골을 정복하여 인도 아대륙의 가장 동쪽까지 이슬람을 전파했다.
고르 제국은 곧 1206년 노예 왕조의 창시자인 쿠트브 웃딘 아이바크에 의해 세워진 델리 술탄국으로 대체되었다. 델리 술탄국이 세워지면서 이슬람은 인도 아대륙의 대부분 지역에 퍼져나갔다. 14세기 알라웃딘 할지 치하의 할지 왕조는 무슬림 통치를 남쪽으로 구자라트, 라자스탄, 그리고 데칸까지 확장했고 이를 계승한 투글루크 왕조는 일시적으로 타밀나두까지 영토 범위를 확장했다. 1398년 티무르의 침공으로 델리 술탄국이 붕괴되자 인도 아대륙 전역에 걸쳐 구자라트 술탄국, 말와 술탄국, 바흐마니 술탄국, 자운푸르 술탄국, 마두라이 술탄국, 그리고 벵골 술탄국과 같이 여러 무슬림 술탄국과 왕조가 출현했다. 그러나 이들 중 일부는 마두라이의 텔루구 나야카 왕조, 비자야나가라 제국, 그리고 메와르 왕국 치하의 라지푸트 국가들과 같은 토착 힌두 세력들로부터 강력한 저항을 받거나 심지어 이들에게 정복당하기도 했다.
1526년에 델리 술탄국은 3대 화약 제국 중 하나였던 무굴 제국으로 대체되었다. 악바르 대제는 점차 무굴 영토를 확대하여 아대륙의 상당 부분을 차지하게 되었다. 종교적 관용의 중요성을 강조하며 신하들의 충성을 얻는 것을 강조한 그의 통치 덕분에, 다양한 비이슬람 신민들이 무굴 제국의 관료제와 군사 제도에 적극적으로 편입되는 다문화 제국이 탄생했다. 17세기 말, 인도인들은 아우랑제브 황제의 통치 하에 파타와 알알라미르를 통해 이슬람 샤리아가 완전히 확립되는 것을 목격하였고 비슷한 시기에 무굴 제국은 경제적-영토적 정점에 다다랐다.
전성기를 구가하던 무굴 제국은 1707년 아우랑제브가 사망하자 급격히 쇠퇴했는데, 이는 아우랑제브의 후계자들 중 유능하고 효과적인 통치자들이 부족했기 때문이었다. 또한 무굴-라지푸트 전쟁과 무굴-마라타 전쟁에 들어간 전비 때문에 국가 재정이 휘청거렸고 인명 피해도 막심했다. 1739년, 아프샤르 제국의 통치자 나디르 샤의 침공은 무굴 제국의 취약함을 보여주는 예기치 못한 공격이었다. 이로 인해 라지푸트 국가들, 마이소르 왕국, 신드국, 벵골과 무르시다바드의 나와브국, 마라타 제국, 시크 제국, 하이데라바드국과 같은 다양한 지역 세력들이 무굴 제국으로부터 독립해나갔으며 인도 아대륙의 지정학적 붕괴는 더욱 가속화되었다.
아대륙의 패권은 1720년부터 1818년까지 무굴 제국을 대신하여 새롭게 떠오른 마라타 제국에게로, 그 다음에는 플라시 전투(1757), 북사르 전투(1764), 영국-마이소르 전쟁(1767–1799), 영국-마라타 전쟁(1775–1818), 영국-시크 전쟁(1845–1848)에서 모두 승리한 영국 동인도 회사에게로 넘어갔다. 18세기 내내 유럽 열강들은 인도 아대륙에 대한 정치적 영향력을 계속 행사했고, 19세기 말이 되면 대부분의 아대륙 영토가 영국령 인도와 같이 유럽의 식민 지배하에 들어갔다.

## 참고 문헌
- Kulke, Hermann; Rothermund, Dietmar (2004) [First published 1986]. 《A History of India》 4판. Routledge. ISBN 978-0-415-32919-4.
- Majumdar, R. C., 편집. (1980) [First published 1960]. 《The Delhi Sultanate》. The History and Culture of the Indian People VI 3판. Bombay: Bharatiya Vidya Bhavan. OCLC 664485.
- Haig, Wolseley, 편집. (1928). 《The Cambridge History of India》 III. Cambridge University Press.
- Marshman, John Clark (2010) [First published 1869]. 《History of India from the Earliest Period to the Close of the East India Company's Government》. Cambridge University Press. ISBN 978-1-108-02104-3.
- Browne, Edward G. (1924). 《A History of Persian Literature in Modern Times (A.D. 1500–1924)》. Cambridge University Press.
- Copland, Ian; Mabbett, Ian; Roy, Asim;  외. (2012). 《A history of State and Religion in India》. Routledge. ISBN 978-1-138-84465-0.